# Євроремонт
Євроремонт — термін, що позначає будівельний ремонт на рівні європейських стандартів. Термін поширений на пострадянському просторі для позначення ремонту в житлових або комерційних приміщеннях. «Євроремонт» позиціонується як ремонт, виконаний із застосуванням сучасних матеріалів за стандартами Європи.
Виникнення «євроремонту» пов'язують з появою на пострадянському просторі культу імпортних будівельних матеріалів. Як правило, євроремонтом називався комплекс якісно виконаних робіт з використанням іноземних матеріалів з підсумковою кошторисною ціною, що багаторазово перевищує собівартість робіт і матеріалів. Першим соціальним шаром, масовими замовниками євроремонту, стали заможні верстви населення та різні соціальні категорії.